# Sân vận động Balaídos
Sân vận động Thành phố Balaídos (phát âm tiếng Tây Ban Nha: [balaˈiðos]), còn được gọi là Sân vận động Abanca-Balaídos vì lý do tài trợ, là một sân vận động có chỗ ngồi nằm ở Vigo, Tây Ban Nha. Nó thuộc sở hữu của Hội đồng thành phố Vigo và là sân nhà của câu lạc bộ La Liga Celta Vigo. Sân vận động mở cửa vào năm 1928 và hiện có sức chứa 24.791 chỗ ngồi.